# Adam Flesch
Adam Flesch (bis 1859 Jacob Gustav Flesch) (* 2. Juni 1819 in Frankfurt am Main; † 28. November 1892 ebenda) war ein deutscher Arzt und Politiker.
Flesch war ursprünglich jüdischen Glaubens und der Sohn des Eisenwarenhändlers Gustav (Hirsch) Flesch (1791–1856). Er studierte Medizin und wurde am 2. August 1839 in Berlin zum Dr. med. promoviert. Er war Assistenzarzt in Halle, Würzburg und Paris. Danach lebte er ab 1841 als Kinderarzt in der Freien Stadt Frankfurt. Aus der 1851 geschlossenen Ehe mit Florence Creizenach (1832–1894), der Tochter des Rabbiners Michael Creizenach (* 16. Mai 1789; † 5. August 1842), gingen die gemeinsamen Söhne Karl Flesch und Max Flesch hervor. 1859 konvertierte die ganze Familie zum evangelisch-lutherischen Glauben und er nahm den Vornamen Adam an. Hierdurch verlor er viele gut zahlende jüdische Patienten.
Er war auch politisch aktiv und war 1865 als Suppleant Mitglied des Gesetzgebenden Körpers der Freien Stadt Frankfurt.